# Josip Vancaš
Josip Vancaš (22. března 1859, Šoproň, Rakousko-Uhersko – 15. prosince 1932, Záhřeb, Království Jugoslávie) byl chorvatský architekt, který strávil většinu svého života v Sarajevu, kde navrhl přes zhruba dvě stě staveb. Rovněž se také zapsal do podoby některých měst na území Chorvatska a Slovinska. Spolupracoval také s českým architektem Josefem Pospíšilem.

## Biografie
Vancaš vystudoval ve Vídni Vysokou technickou školu, katedru architektury. Svá studia zde dokončil v roce 1881 a poté pokračoval u profesora Heinricha Ferstela. Mezi lety 1882 až 1884 působil na Speciální škole architektury při Akademii výtvarných umění ve Vídni pod vedením Friedricha Schmidta.
Do Sarajeva přicestoval v roce 1884 a jako architektovi, který byl rozhodně oddán Habsburské monarchii mu byly dveře otevřeny. Tam se spřátelil s českým architektem Karlem Paříkem], s nímž spolupracoval na výstavbě nových budov pro bosenskou metropoli. Mezi Vancašovy první realizace patřila Katedrála Srdce Ježíšova v samém centru města a jeden z prvních vládních paláců.
Postupně se stal i náměstkem primátora Sarajeva a jedním z prvních poslanců v bosenském zemském parlamentu. Věnoval se také památkové ochraně historických staveb na území Bosny. Během svého působení v Bosně navrhl celkem 102 obytných domů, 70 kostelů, 12 škol, 10 paláců, 10 bank, 10 vládních budov, 6 hotelů a restaurací a několik návrhů na přestavbu budov.
Po první světové válce se vrátil do Chorvatska. Pracoval na několika stavbách i po válce, např. na nadačním (vakufském) domě, který byl realizován v roce 1931 (spolu s Paříkem). Zemřel v Záhřebu.

## Architektura
Mezi stavby, které Vancaš navrhl, patří například budova Předsednictva Bosny a Hercegoviny (1886), Katedrála srdce Ježíšova (1889) či hotel Grand Union v Lublani (1905). Navrhl také budovu Hotelu Central v Sarajevu. Vancaš byl ve své tvorbě ovlivněn historicismem a eklekticismem. Jeho pozdější práce, např. poštovní palác v Sarajevu jsou ovlivněny vídeňskou secesí. Patřil ve své době k hlavním architektům, kteří rozvíjeli Sarajevo pod rakouskou nadvládou. Inspiroval se značně v ulici Ringstrasse ve Vídni.